# Coline Varcin
Coline Varcin, née le 28 janvier 1993 à Échirolles, est une biathlète française. Détentrice d'un titre de championne d'Europe, elle se retire en 2018.
Après une reconversion de 5 années d'étude à l'école Franco-Européenne de Chiropraxie à Paris, Coline Varcin exerce actuellement en tant que chiropracteur sur Saint Alban Leysse près de Chambéry.  

## Biographie
Coline Varcin fait ses débuts au niveau international en 2010. Lors des Championnats du monde junior 2011 à Nové Město, elle est médaillée de bronze en relais chez les jeunes. Cette année là, elle commence à concourir en l'IBU Cup, compétition dans laquelle elle obtient son premier podium en 2014. En janvier 2014, elle apparait pour la première fois en Coupe du monde à Ruhpolding et en décembre, lors de la première étape de la saison 2014-2015 à Östersund, elle marque ses premiers points (19e du sprint). En janvier 2015, elle obtient le titre de championne d'Europe de sprint devant Weronika Nowakowska-Ziemniak. Elle fait ensuite son retour en Coupe du monde sur l'étape de Nové Město na Moravě, y réalisant la meilleure performance individuelle de sa carrière avec une huitième place sur le sprint. Dans la foulée, à Oslo, elle fait partie du relais français qui monte sur la troisième marche du podium avec Anaïs Bescond, Enora Latuillière et Marie Dorin Habert, son seul podium en Coupe du monde.
Elle est sélectionnée pour les Championnats du monde de Kontiolahti, où elle se classe 52e du sprint et 58e de l'individuel.
Elle n'a pas autant d'opportunités en Coupe du monde lors de la saison 2015-2016, mais remporte une épreuve de l'IBU Cup à Ridnaun.
Après deux saisons sans possibilité de retourner en Coupe du monde, Coline Varcin prend sa retraite sportive.

## Palmarès

### Championnats du monde
| Épreuve / Édition         | Individuel | Sprint | Poursuite | Départ en masse | Relais | Relais mixte |
| Mondiaux 2015 Kontiolahti | 58e        | 52e    | DNS       | —               | —      | —            |

Légende :

DNS : pas au départ

— : Varcin n'a pas participé à cette épreuve

### Coupe du monde
- Meilleur classement général : 56e en 2015.
- Meilleur résultat individuel : 8e.
- 1 podium en relais : 1 troisième place.

#### Classements annuels
| Saison    | Classement général final | Individuel | Sprint | Poursuite | Mass start |
| 2013-2014 | nc                       | nc         |        |           |            |
| 2014-2015 | 56e                      | nc         | 49e    | 54e       |            |
| 2015-2016 | 75e                      | nc         | 77e    | 73e       |            |

### IBU Cup
- 5 podiums individuels, dont 1 victoire : sprint de Ridanna en 2016.

### Championnats du monde junior
- Médaille de bronze sur le relais en 2011 (jeune).

### Championnats d'Europe
- Médaille d'or sur le sprint en 2015 à Otepää.
- Médaille de bronze sur le relais en 2015.